# Szakai Hiroki
Szakai Hiroki (Kasiva, 1990. április 12. –) japán labdarúgó, jelenleg az ausztrál élvonalban szereplő Auckland játékosa.

## Statisztika

### Klubcsapatokban
2024. június 15-i állapotnak megfelelően.
| Klub               | Szezon           | Bajnokság         | Bajnokság | Bajnokság | Kupa  | Kupa  | Ligakupa | Ligakupa | Nemzetközi | Nemzetközi | Egyéb | Egyéb | Összes | Összes |
| Klub               | Szezon           | Liga              | Mérk.     | Gólok     | Mérk. | Gólok | Mérk.    | Gólok    | Mérk.      | Gólok      | Mérk. | Gólok | Mérk.  | Gólok  |
| ------------------ | ---------------- | ----------------- | --------- | --------- | ----- | ----- | -------- | -------- | ---------- | ---------- | ----- | ----- | ------ | ------ |
| Kasiva Reysol      | 2010             | J2 League         | 9         | 1         | 3     | 0     | —        | —        | —          | —          | —     | —     | 12     | 1      |
| Kasiva Reysol      | 2011             | J1 League         | 27        | 0         | 2     | 0     | 2        | 0        | —          | —          | 4     | 1     | 35     | 1      |
| Kasiva Reysol      | 2012             | J1 League         | 15        | 1         | —     | —     | 0        | 0        | 7          | 2          | 1     | 0     | 23     | 3      |
| Kasiva Reysol      | Összesen         | Összesen          | 51        | 2         | 5     | 0     | 2        | 0        | 7          | 2          | 5     | 1     | 70     | 5      |
| Hannover 96 II     | 2012–13          | Regionalliga Nord | 1         | 0         | —     | —     | —        | —        | —          | —          | —     | —     | 1      | 0      |
| Hannover 96        | 2012–13          | Bundesliga        | 13        | 0         | 1     | 0     | —        | —        | 3          | 0          | —     | —     | 17     | 0      |
| Hannover 96        | 2013–14          | Bundesliga        | 26        | 1         | 2     | 0     | —        | —        | —          | —          | —     | —     | 28     | 1      |
| Hannover 96        | 2014–15          | Bundesliga        | 27        | 0         | 2     | 0     | —        | —        | —          | —          | —     | —     | 29     | 0      |
| Hannover 96        | 2015–16          | Bundesliga        | 26        | 1         | 2     | 0     | —        | —        | —          | —          | —     | —     | 28     | 1      |
| Hannover 96        | Összesen         | Összesen          | 92        | 2         | 7     | 0     | —        | —        | 3          | 0          | 0     | 0     | 102    | 2      |
| Marseille          | 2016–17          | Ligue 1           | 35        | 0         | 3     | 0     | 2        | 0        | —          | —          | —     | —     | 40     | 0      |
| Marseille          | 2017–18          | Ligue 1           | 33        | 0         | 2     | 0     | 1        | 0        | 14         | 1          | —     | —     | 50     | 1      |
| Marseille          | 2018–19          | Ligue 1           | 27        | 1         | 0     | 0     | 1        | 0        | 4          | 0          | —     | —     | 32     | 1      |
| Marseille          | 2019–20          | Ligue 1           | 21        | 0         | 3     | 0     | 1        | 0        | —          | —          | —     | —     | 25     | 0      |
| Marseille          | 2020–21          | Ligue 1           | 29        | 0         | 2     | 0     | —        | —        | 6          | 0          | 1     | 0     | 38     | 0      |
| Marseille          | Összesen         | Összesen          | 145       | 1         | 10    | 0     | 5        | 0        | 24         | 1          | 1     | 0     | 185    | 2      |
| Urava Red Diamonds | 2021             | J1 League         | 14        | 2         | 4     | 0     | 0        | 0        | –          | –          | –     | –     | 18     | 2      |
| Urava Red Diamonds | 2022             | J1 League         | 20        | 0         | 0     | 0     | 1        | 0        | 6          | 0          | 1     | 0     | 28     | 0      |
| Urava Red Diamonds | 2023             | J1 League         | 25        | 2         | 1     | 0     | 6        | 0        | 3          | 0          | 2     | 0     | 37     | 2      |
| Urava Red Diamonds | 2024             | J1 League         | 10        | 0         | –     | –     | 1        | 0        | –          | –          | –     | –     | 11     | 0      |
| Urava Red Diamonds | Összesen         | Összesen          | 69        | 4         | 5     | 0     | 8        | 0        | 9          | 0          | 3     | 0     | 94     | 4      |
| Auckland FC        | 2024–25          | A League Men      |           |           |       |       |          |          |            |            |       |       |        |        |
| Karrier összesen   | Karrier összesen | Karrier összesen  | 357       | 9         | 27    | 0     | 15       | 0        | 43         | 3          | 9     | 1     | 451    | 13     |

Jegyzetek
1. ↑  Tartalmazza: Japán Kupa, Német Kupa, Francia Kupa
2. ↑  Tartalmazza: Japán Ligakupa, Francia Ligakupa
3. ↑  Mérkőzése(i) a FIFA-klubvilágbajnokságon
4. 1 2 3  Mérkőzése(i) az AFC-bajnokok ligájában
5. 1 2  Mérkőzése(i) a Japán Szuperkupában
6. 1 2  Mérkőzése(i) az Európa Ligában
7. ↑  Mérkőzése(i) a Francia Szuperkupában
8. ↑  Mérkőzése(i) a FIFA-klubvilágbajnokságon

### A válogatottban
2024. szeptember 23-i állapotnak megfelelően.
| Japán    | Japán | Japán |
| Év       | Mérk. | Gólok |
| -------- | ----- | ----- |
| 2012     | 7     | 0     |
| 2013     | 7     | 0     |
| 2014     | 5     | 0     |
| 2015     | 6     | 0     |
| 2016     | 7     | 0     |
| 2017     | 9     | 0     |
| 2018     | 8     | 1     |
| 2019     | 12    | 0     |
| 2020     | 3     | 0     |
| 2021     | 4     | 0     |
| 2022     | 6     | 0     |
| Összesen | 74    | 1     |

### Góljai a japán válogatottban
| #  | Dátum              | Helyszín                    | Ellenfél  | Gól | Eredmény | Esemény            |
| -- | ------------------ | --------------------------- | --------- | --- | -------- | ------------------ |
| 1. | 2018. november 16. | Ōita Bank Dome, Ōita, Japán | Venezuela | 1–0 | 1–1      | 2018-as Kirin-kupa |

## Sikerei, díjai

### Klubcsapatokban
Kasiva Reysol
- Japán másodosztály bajnok: 2010
- Japán bajnok: 2011
- Japán szuperkupa-győztes: 2012

 Marseille
- Európa-liga ezüstérmes: 2017–18

 Urava Red Diamonds
- AFC-bajnokok ligája-győztes: 2022
- Emperor's Cup-győztes: 2021
- Japán szuperkupa-győztes: 2022

### A válogatottban
Japán
- Ázsia-kupa ezüstérmes: 2019

### Egyéni
- J1 League Legjobb Fiatal Játékosa: 2011
- J1 League Év Csapata: 2011
- Olympique de Marseille A Szezon Játékosa: 2018–19
- AFC-bajnokok ligája Legértékesebb Játékosa: 2022

#### Közösségi platformok
- Szakai Hiroki az Instagramon

#### Egyéb weboldalak
- Szakai Hiroki adatlapja a Transfermarkt oldalán (angolul)
- Szakai Hiroki adatlapja a National-Football-Teams oldalán (angolul)
- Szakai Hiroki adatlapja a Soccerway oldalon (angolul)
- Szakai Hiroki a fussballdaten.de oldalán (németül)
- Szakai Hiroki – a FIFA adatbázisában (angolul)